# Midway (Utah)
Pour les articles homonymes, voir Midway.
Midway est une municipalité américaine située dans le comté de Wasatch en Utah.
Lors du recensement de 2010, sa population est de 3 845 habitants. La municipalité s'étend alors sur une superficie de 5,24 milles carrés (13,57 km2).
En 1858, le chemin de fer est construit dans le canyon de Provo. L'année suivante, deux bourgs sont fondés : Lower Settlement (Smiths Grove) et Upper Settlement (aussi appelé Mound Creek). En 1868, les communautés s'accordent pour construire un fort à mi-chemin (en anglais : midway), pour se protéger des attaques amérindiennes,.
Depuis les années 1940, la ville organise les Swiss Days, célébrant la culture suisse. De 80 000 à 100 000 visiteurs s'y rendent chaque année.